# Superman: Red Son
Pour le film, voir Superman: Red Son (film).
Superman: Red Son est un comics de 3 numéros publié en 2003 par DC Comics, scénarisé par Mark Millar et dessiné par Dave Johnson et Kilian Plunkett.
Cette mini-série uchronique imagine un monde alternatif à Superman dans lequel il ne serait pas élevé aux États-Unis mais en Union soviétique. Le livre part de cette hypothèse pour raconter tout un monde parallèle avec son histoire et ses super-héros, dans la lignée des elseworlds de DC Comics. Il est adapté en film d'animation en 2020.

## Histoire
L'histoire est racontée par Superman lui-même depuis l'époque où l'Union soviétique dévoile des photos à son sujet jusqu'à sa chute.
Le vaisseau spatial emportant Kal-El atterrit en 1938 dans l'URSS de Joseph Staline. L'enfant est élevé par ses parents adoptifs dans un kolkhoze en Ukraine et est acquis à la cause du communisme. Grâce à ses super-pouvoirs, il devient un symbole du régime, tout en refusant de tenir un rôle politique ; il estime que cela n'est pas de son ressort et préfère agir en tant que simple bienfaiteur de l'humanité. Superman sauve des vies partout dans le monde, peu importe leur origine ou leur appartenance idéologique.
Les États-Unis voient toutefois l'existence de l'alien d'un mauvais œil et la CIA demande au cerveau le plus brillant du pays, le scientifique Lex Luthor, de trouver un moyen de contrer ce Superman rouge. Il mettra au point toute une série de stratagèmes et de super-méchants destinés à l'éliminer, mais en vain.
À la suite de l'assassinat de Joseph Staline, et après avoir pris conscience de la misère de son peuple, Superman accepte d'accéder au pouvoir en devenant secrétaire général du parti. Il met à profit ses super-pouvoirs pour améliorer le système soviétique et le rend tellement efficace qu'il se répand pacifiquement sur la quasi-totalité du globe. Dans le nouvel ordre mondial russe, où le destin de l'humanité est contrôlé par un extra terrestre omnipotent, et où les rares opposants subissent un lavage de cerveau, naissent des groupuscules de résistants.
Batman, qui dans son enfance fut témoin du meurtre de ses parents dissidents par Pyotr Roslov, fils illégitime de Staline et chef de la police politique (NKVD), est le fer de lance de ce mouvement anti-Superman. Durant plusieurs décennies Superman continue de garantir l'ordre et de combattre le crime avec l'aide de Wonder Woman, secrètement amoureuse de lui. Pris au piège par Batman, qui exécute un plan mis au point par Lex Luthor, Superman doit son salut à Wonder Woman, qui en brisant le lasso de Gaïa qui la retenait prisonnière, manque de perdre la raison. Elle lui en gardera éternellement rancœur.
Les États-Unis sont le dernier pays non communiste et s'écroulent de l'intérieur ; néanmoins l'accession de Lex Luthor à la présidence renverse complètement la situation. Influencé par Brainiac, qu'il pense pourtant contrôler, Superman prend la décision d'attaquer le pays, alors qu'il s'y était toujours refusé. La partie est quasiment gagnée lorsque Lois Lane, épouse de Lex Luthor, livre à Superman une lettre de son mari. Celle-ci le fait réfléchir sur la valeur de ses actes vis-à-vis de l'humanité. Se rendant compte de la tyrannie qu'il a fini par créer malgré lui, sous l'influence de Brainiac, Superman préfère laisser le destin de la planète entre les mains des humains et devenir un simple observateur sous l'identité de Clark Kent.
Dans un monde en paix, et grâce à son génie, Lex Luthor va améliorer la condition humaine, accroissant considérablement l'espérance de vie. Ses enfants et descendants continueront son œuvre et bien des générations et environ 5 milliards d'années plus tard, alors que la Terre est sur le point de disparaître dans le Soleil devenu une géante rouge, un descendant de Lex Luthor, Jor-L, enverra son fils dans le passé pour qu'il échappe à la destruction de la planète. Superman adulte rejoint ainsi ses parents dans la mort sans savoir qu'il était le dernier descendant de Lex Luthor et qu'il était  aussi un Terrien, car il était encore vivant quand la Terre fut détruite par le Soleil.
On apprit ainsi que les origines de ce Superman diffèrent des autres mondes parallèles.

## Personnages secondaires
- Lex Luthor (génie américain au service de la cause américaine contre Superman).
- Lois Lane (femme délaissée de Lex Luthor et journaliste au Daily Planet).
- Wonder Woman (tour à tour alliée, puis ennemie de Superman).
- Brainiac (conseiller de Superman).
- Batman (symbole du mouvement contre Superman).
- Les Green Lantern (soldats créés par Lex Luthor contre Superman).
- Barry Allen alias Flash qui est journaliste au Daily Planet mais n'a aucun pouvoir sur cette Terre.
- Oliver Queen alias Green Arrow qui est lui aussi journaliste au Daily Planet mais n'est jamais devenu Green Arrow.

## Publication
- Superman - Red Son  (ISBN 2845386036), version française chez Marvel Panini France (144 pages), 10 novembre 2005
- Superman - Red Son, version française chez Marvel Panini France (168 pages), 7 avril 2010
- Superman - Red Son  (ISBN 9782365772228), version française chez Urban Comics (176 pages), 20 septembre 2013